# Râul Gornac
Râul Gornac este un curs de apă, afluent al râului Amaradia. 